# Družba (obchodní dům)
Obchodní dům Družba (nazýván též DOD) byl postaven v Českých Budějovicích, na Pražském sídlišti, podle projektu architektů Aloise Hloušky a Ladislava Konopky. Pro veřejnost byl otevřen v listopadu 1974. 

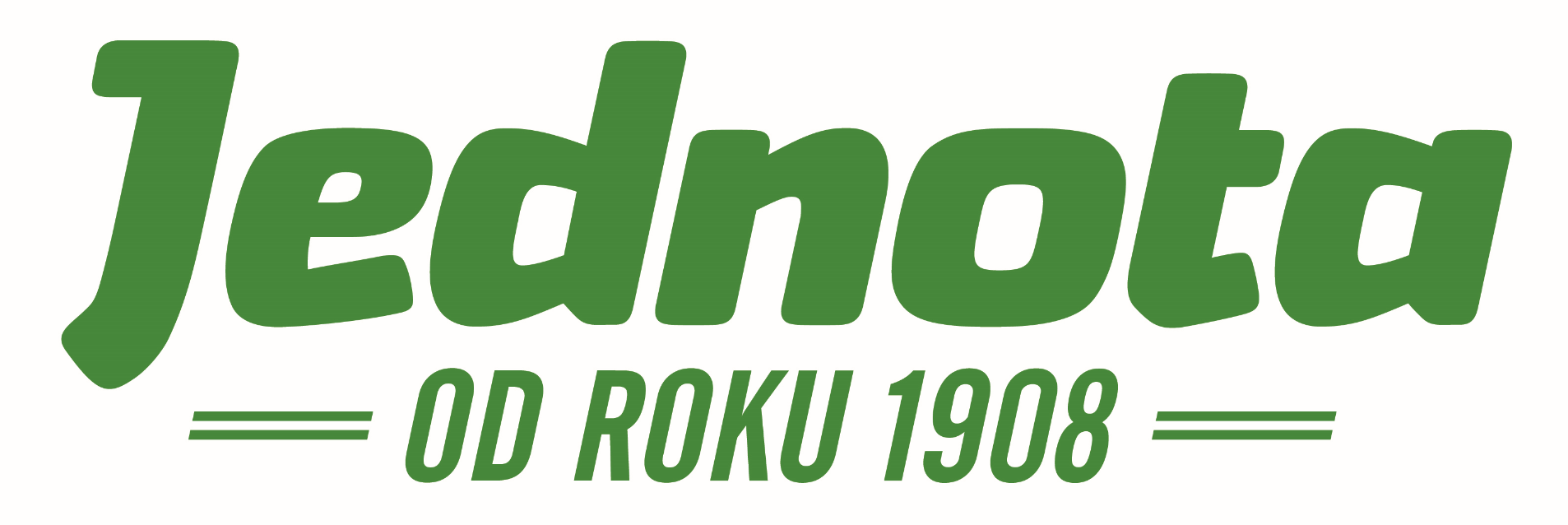
Logo JEDNOTY, spotřebního družstva České Budějovice

V současné době se v prvním podlaží komplexu nachází obchodní pasáž se Supermarketem Trefa a v přilehlém okolí veřejná parkovací plocha. Druhé podlaží, po jeho rozsáhlé rekonstrukci, slouží od 1. dubna 2016 jako hlavní sídlo JEDNOTY, spotřebního družstva České Budějovice.

## Galerie

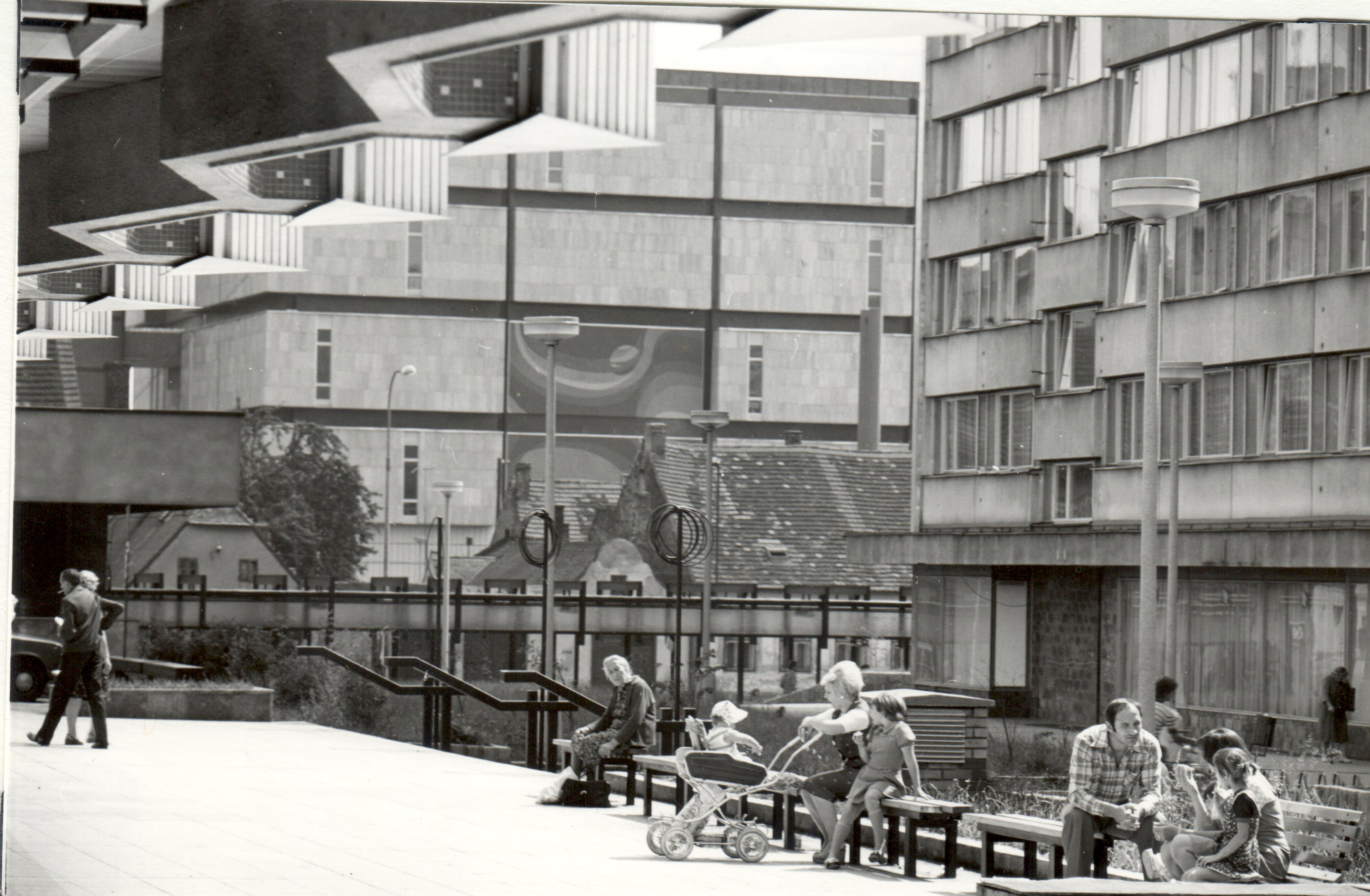
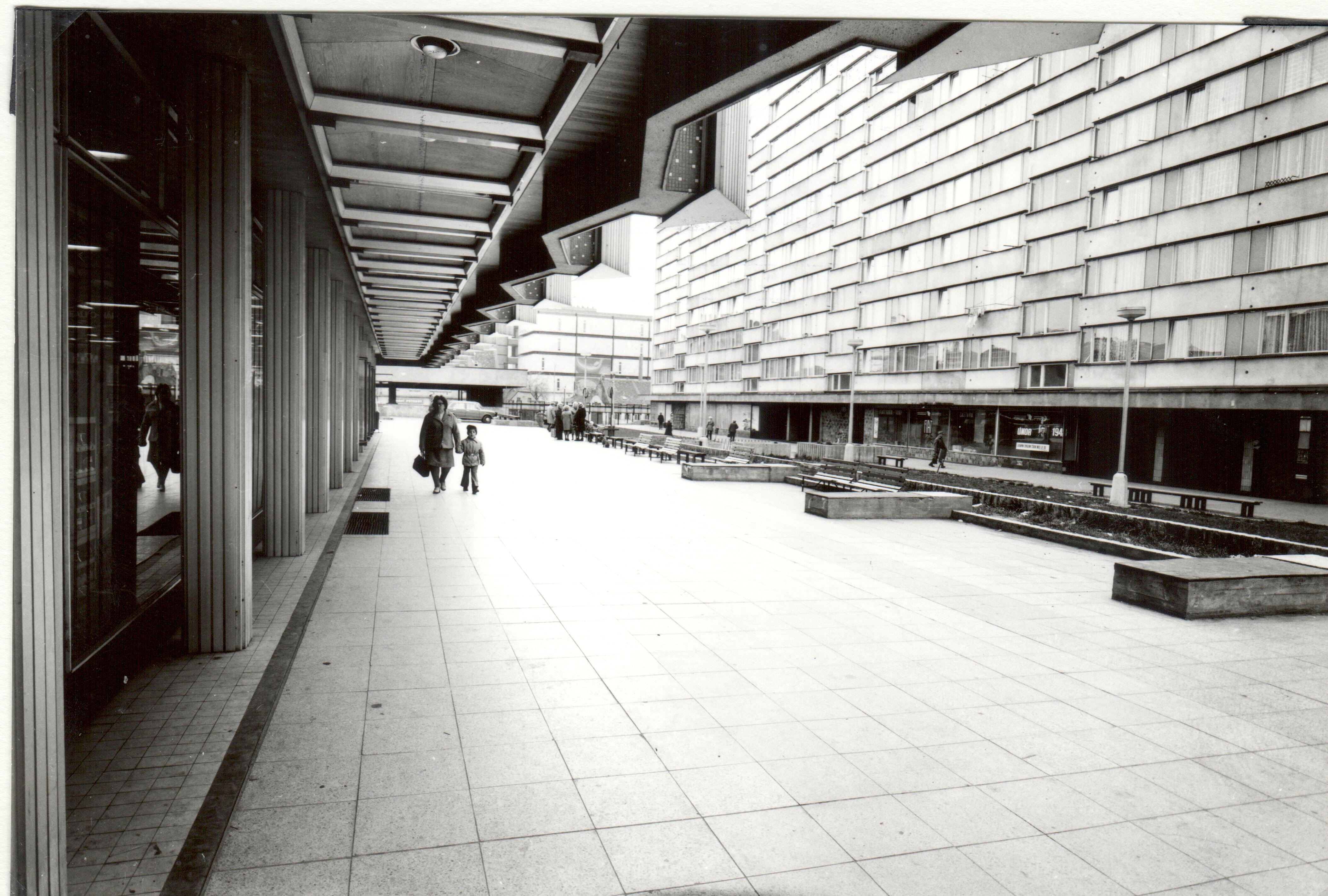
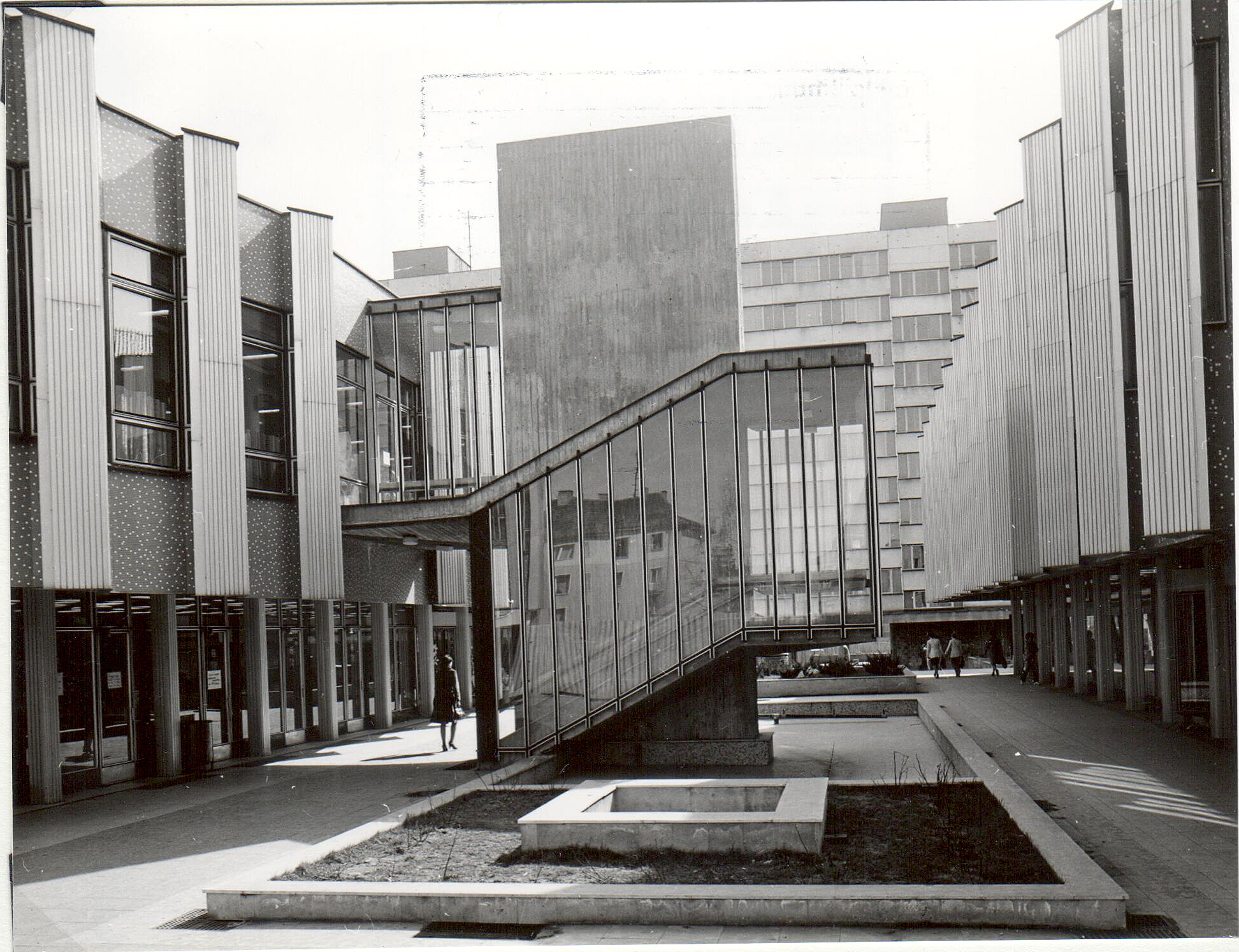

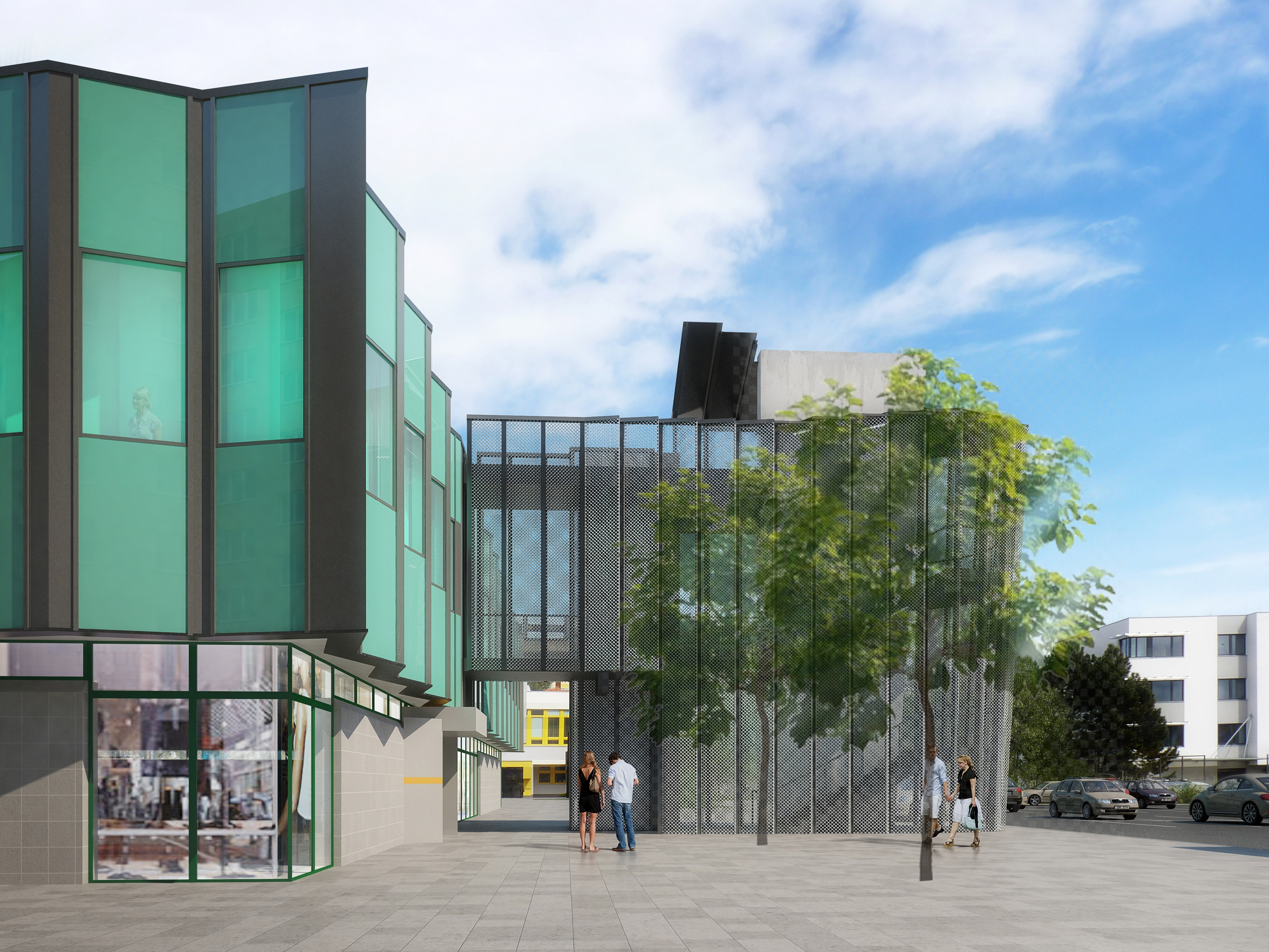
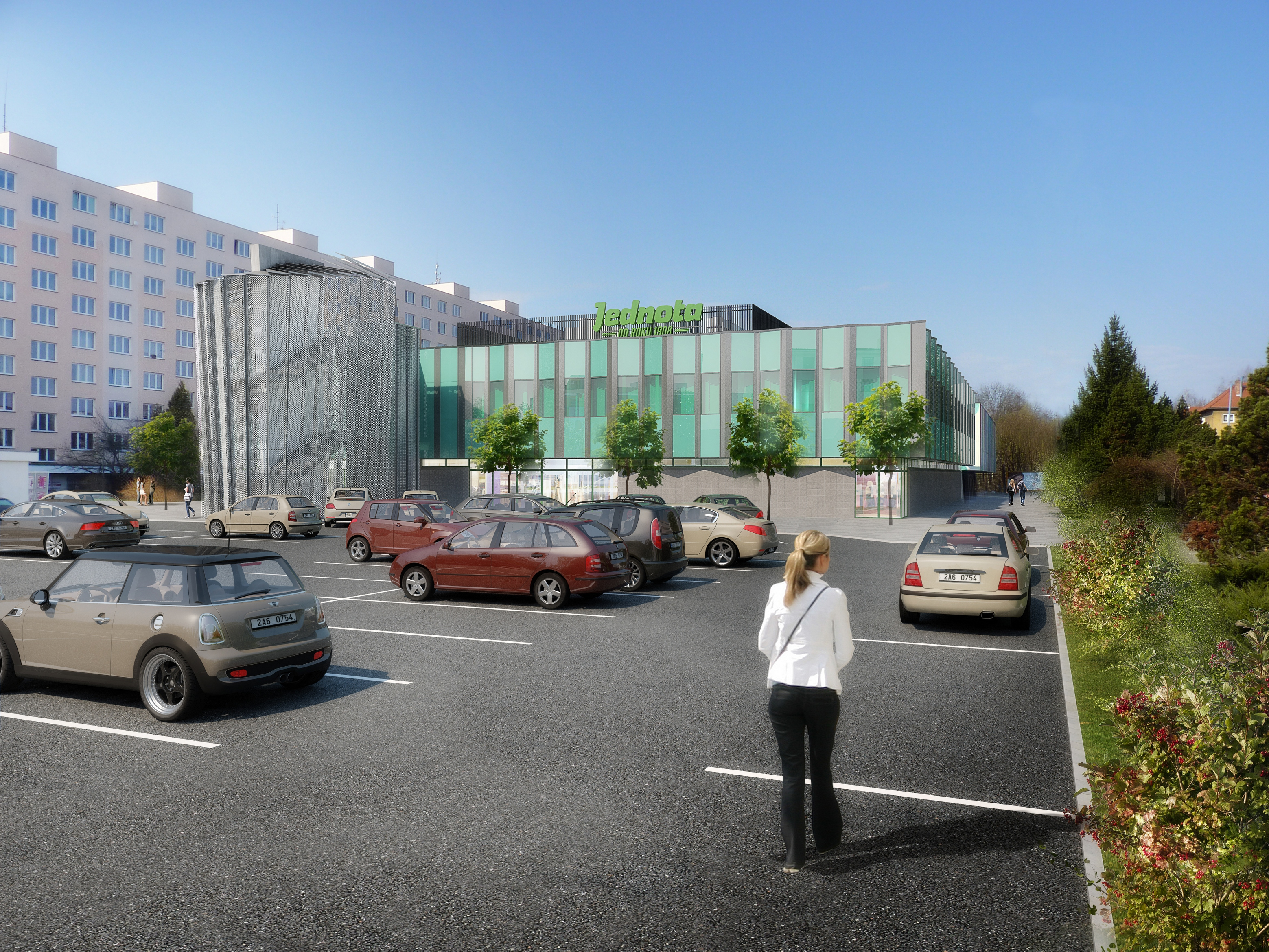
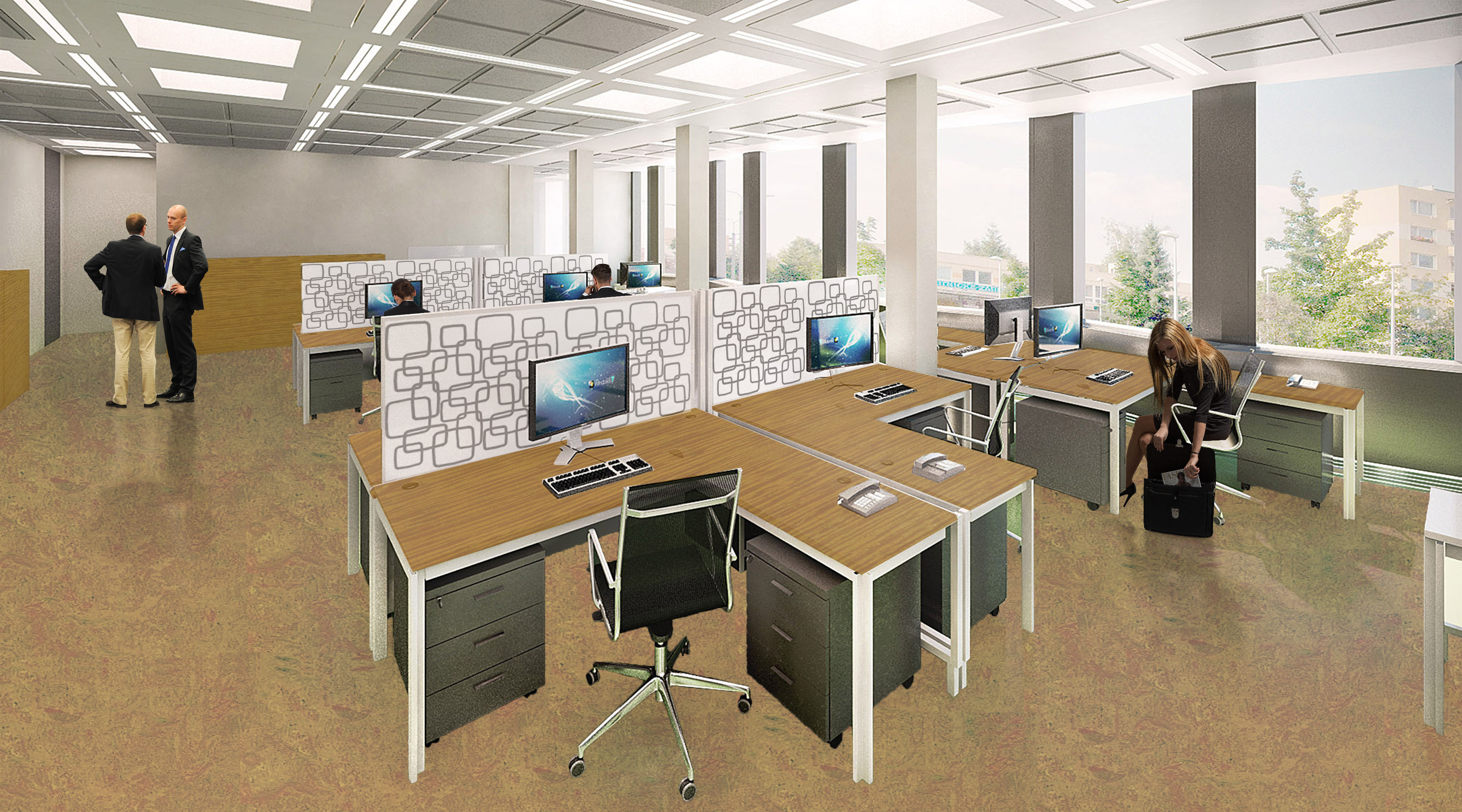